# 松川藩
松川藩（まつかわはん）は、明治維新期の短期間、常陸国に存在した藩。藩庁は鹿島郡成田村（現在の茨城県東茨城郡大洗町成田町）の松川陣屋に置かれた。

## 藩史
徳川頼房の四男で、徳川光圀の弟に当たる松平頼元が、光圀から2万石を分与されて額田藩を立藩した。頼元の死後、跡を継いだ松平頼貞のとき、領地を陸奥国守山藩に移されたため、頼貞は旧領を全て水戸藩に返還し、以後は守山藩として存続した。
守山藩は第8代松平頼之のときである明治3年（1870年）、藩庁を守山から常陸国松川に移したため、ここに松川藩が立藩する。知藩事である頼之が江戸定府をやめ、任地に在住するにあたり、陸奥（磐城）と常陸の藩地のうち後者を居住地に選んだことによるが、藩地そのものは守山藩時代と同じである。翌明治4年（1871年）、陣屋の物置から出火し、強い北風に煽られて藩庁など大半を焼失し、十分な復興をみないままに廃藩置県で松川藩は廃藩となり、松川県が置かれた。その後、常陸国内の旧藩領は新治県を経て、明治8年（1875年）に茨城県に編入され、磐城国内の旧藩領は白河県・磐前県を経て福島県に編入された。

## 歴代藩主
松平（水戸）家
旧親藩、2万石
1. 頼之（8代守山松平家当主〔守山藩7代藩主〕)

## 廃藩直前の領地
- 磐城国
  - 田村郡のうち - 31村
- 常陸国
  - 茨城郡のうち - 4村
  - 鹿島郡のうち - 19村
  - 行方郡のうち - 11村